# 詹仰庇
詹仰庇（1540年1月11日—1609年），字汝钦，号咫亭，又號佛耳山人，福建晉江人，籍貫福建安溪，明朝政治人物，嘉靖末同進士，官至刑部右侍郎。

## 生平
雲南按察副使詹源子，治易经。嘉靖四十三年（1564年）中甲子科应天乡试一百六名。次年，連捷乙丑科会试二百七十五名，廷试三甲五十五名同進士，户部观政。同年六月，授廣東南海縣知縣。隆慶二年（1568年）十月考选，擔任雲南道監察御史。次年五月，因建言反對明穆宗購買宝石、珍玩等，被廷杖，革职为民。隆慶六年（1572年）神宗即位。同年八月，起用原官。九月，升為广东参议。万历元年（1573年）八月，患病致仕。萬曆十三年（1585年）三月，起补江西参议。九月，轉山東按察副使。次年九月，升南京太僕寺少卿，萬曆十五年（1587年）三月，晉升都察院左僉都御史、協理院事。次年十月，升左副都御史、協理院事。萬曆十七年（1589年）十二月，官至刑部右侍郎。次年八月，告病归。居家二十余年卒。萬曆三十九年（1611年）七月，贈刑部尚書。

## 家庭
曾祖父詹靖，曾任州同知、祖父詹璡，贈監察御史、父親詹源，曾任按察司副使贈中憲大夫。嫡母武氏，累封贈恭人；生母黃氏，贈孺人。兄仰高（监生）、詹彬（户部郎中）、仰泰（庠生）、弟仰成（庠生）。

## 遺跡
福建安溪縣清水岩千年樟木“枝枝朝北”旁，有一摩崖石刻，上刻“万历戊戌冬十月，晋江庄国祯、林云程、黄凤翔、林乔相、南安欧阳模、安溪詹仰庇同游此。”

## 延伸阅读
[在维基数据编辑]
 《明史卷二百一十五》，出自《明史》

| 官衔          | 官衔                                               | 官衔          |
| ------------- | -------------------------------------------------- | ------------- |
| 前任： 郭夢得 | 明朝南海县知县 嘉靖四十四年-隆慶二年 1565年-1568年 | 繼任： 蕭騰鳳 |